# Horseshoe Harbour

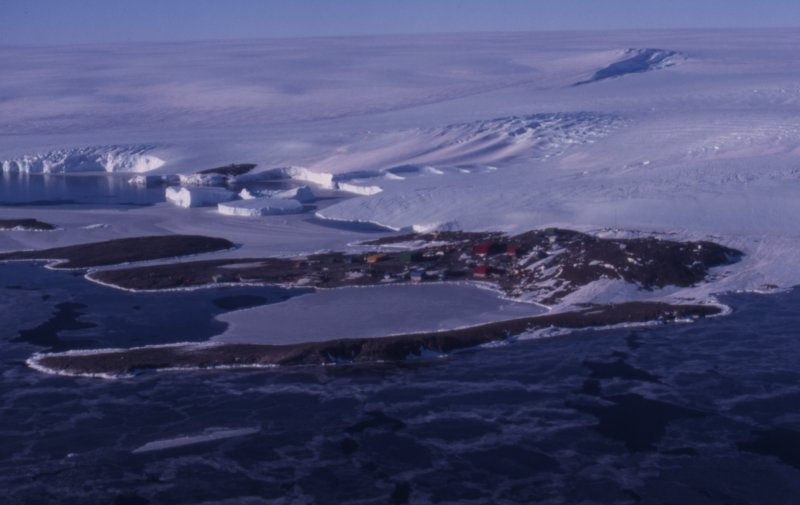
Vista aérea del puerto y estación de Mawson

Horseshoe Harbour (67°36′S 62°52′E / -67.600, 62.867) es un puerto en Bahía Holme, Tierra de Mac. Robertson, Antártida. Está ubicado en un terreno formado por proyecciones de roca en forma de herradura entre West Arm y East Arm . La estación Mawson es la cabecera está ubicada en ese puerto. Sus mapas fueron realizados por cartógrafos noruegos a partir de fotos aéreas tomadas por la expedición de Lars Christensen, entre 1936 y 1937, y el área fue fotografiada nuevamente en la Operación Highjump de la Armada de los Estados Unidos, entre 1946 y 1947. El puerto fue visitado por primera vez por un grupo de expediciones de investigación antárticasde Australia bajo la  ley Phillip, que seleccionó el lugar para la estación Mawson, establecidose el 13 de febrero de 1954.